# Abbeville (Louisiane)
Pour les articles homonymes, voir Abbeville (homonymie).
Abbéville (souvent Béville localement) est une ville de Louisiane. Située dans la région culturelle de l'Acadiane (pays des Cadiens), elle est le siège de la paroisse de Vermilion. Sa population s’élevait à 12 257 habitants lors du recensement de 2010, estimée à 12 272 habitants en 2017.

## Histoire
La zone qui allait devenir Abbéville fut achetée le 25 juillet 1843 pour une somme de 900 dollars par son père fondateur, le prêtre capucin Antoine Désiré Mégret. Celui-ci la nomma Abbéville, en l'honneur de sa ville natale. Il n'y avait avant cela que deux habitants, Joseph Leblanc et son épouse Isabelle Broussard, dont la maison fut transformée en chapelle. Celle-ci ayant brûlé en 1854, l'église Sainte-Marie-Madeleine fut construite sur le même emplacement.
C'est le Père Mégret lui-même qui dessina le plan d'Abbéville. D'après une carte datant de 1846, le village devait faire 160 000 m2 et était délimité au nord par le Boulevard Saint-Victor, au sud par le Boulevard Lafayette, à l'est par le Boulevard des Sœurs de la Charité, et à l'ouest par la rivière Vermilion. 

## Démographie
D'après le recensement de 2000, Abbéville était composée de 54,29 % de Blancs, 38,56 % de Noirs, 0,19 % d'Amérindiens, 5,50 % d'Asiatiques, 1,06 % de Multi-raciaux et 0,39 % d'autres groupes ethniques.
En 2005, 76,0 % de la population parlait l'anglais à la maison, 16,5 % le français cadien et 5,5 % le vietnamien.

## Jumelage
- Lasne (Belgique)